# Макриница (дем Волос)
Вижте пояснителната страница за други значения на Макриница.
Макриница (на гръцки: Μακρινίτσα) е село на Пилио, Магнезия, Тесалия, Гърция.
След реформата на местното самоуправление от 2011 г. селото е част от дем Волос. Намира се на 6 км североизточно от Волос, към който със залива се открива прекрасна панорама от селото.

## Етимология на името
Името на селото е от славянски произход, първоначално Мокриница, умалителна форма на Мокрина, "мокро място", отнасящо се до богатите на вода околности на селището. По-късно е елинизирано като е променена първата гласна на "а" с препратка към гръцката дума μάκρης "дълъг".

## Забележителности
Макриница е популярна туристическа дестинация, особено през зимата.
В селото се намира Етнографският и исторически музей на Пелион.